# Maria Orłowska
 Maria Elżbieta Orłowska  (* 1951 in Warschau) ist eine polnische Informatikerin, Hochschullehrerin und Politikerin. Sie ist Professorin an der Polnisch-Japanischen Akademie für Informationstechnologie in Warschau  und war Staatssekretärin im polnischen Ministerium für Wissenschaft und Hochschulbildung.

## Leben und Werk
Orłowska studierte an der Fakultät für Mathematik und Mechanik der Universität Warschau, wo sie 1974 einen Master-Abschluss in mathematischen Wissenschaften erhielt, und promovierte 1981 in Informationstechnik an der Technischen Universität Warschau. Anschließend war sie bis 1985 leitende Forscherin am NITRR Council for Scientific and Industrial Research in Pretoria und wurde 1985 außerordentliche Professorin am Institut für Informatik und Informationssysteme der University of South Africa. Sie zog 1988 nach Australien, wo sie Senior Lecturer am Department of Computer Science an der University of Queensland und dort Professorin für Informationssysteme wurde. 1992 war sie Mitbegründerin und wurde Direktorin des National Research Center in the Field of Distributed Systems (bekannt als Distributed Systems Technology Center). Sie war auch Vorstandsmitglied des Australian Research Council.
Von 1995 bis 2007 leitete sie die Data and Knowledge Engineering Research Division. 1996 wurde sie als einzige australische Vertreterin in die in den Vereinigten Staaten ansässige Very Large Databases Endowment gewählt, die sich der Förderung und dem weltweiten Austausch wissenschaftlicher Arbeiten in Datenbanken und verwandten Bereichen widmet. Sie war zwei Jahre lang Mitglied des Expert Advisory Committee for ARC Mathematics, Information and Communication Sciences.
2003 erhielt sie einen Doctor of Science-Abschluss an der Queensland University in Australien und 2004 habilitierte sie in technischen Wissenschaften am Institute of Computer Science der Polnischen Akademie der Wissenschaften.
Im November 2007 wurde sie Honorarprofessorin an der University of Queensland und kehrte nach Polen zurück, wo sie als Professorin an das Polnisch-Japanische Institut für Informationstechnologie in Warschau berufen wurde.
Sie wurde im Januar 2008 zur Staatssekretärin im polnischen Ministerium für Wissenschaft und Hochschulbildung ernannt. Anschließend wurde sie 2012 zur Staatssekretärin im Finanzministerium und Regierungsbevollmächtigte für die Einführung des Euro ernannt. Sie kehrte am 28. Mai 2012 in das Wissenschaftsministerium zurück, als Premierminister Donald Tusk sie erneut zur stellvertretenden Ministerin dieses Ministeriums ernannte. Am 4. Dezember 2013 trat sie von dieser Position zurück.

## Forschungstätigkeiten
Orłowska ist eine Pionierin in den theoretischen Grundlagen von Informationsspeicher- und -abrufsystemen mit unvollständigen Informationen. Ihre spätere Arbeit konzentrierte sich auf Datenmanagementthemen wie erweiterte Transaktionsverarbeitung, semantische Abfrageoptimierung und relationales Datenbankdesign. In jüngerer Zeit haben ihre Forschungen über verteilte Datenbankgrundlagen, wie Datenfragmentierung und Zuordnung zu einem Netzwerk von Computern und heterogene Datenbankinteroperabilität, erhebliche internationale Anerkennung gefunden.
Orłowska ist Autorin und Co-Autorin von fast 300 Veröffentlichungen in internationalen wissenschaftlichen Zeitschriften und ist Autorin von 4 Patenten in den USA im Bereich Workflows Technology. Sie hat über 50 internationale wissenschaftliche Konferenzen im Bereich der angewandten Informatik geleitet. Sie betreute mehr als 32 Doktoranden, zu denen auch die Informatikerin Shazia Sadiq gehört. Im September 2022 betrug ihr h-Index 41 (laut Google Scholar).

## Auszeichnungen und Ehrungen
- 1981: Preis des Ministers für Wissenschaft und Hochschulbildung und Technologie für die beste Doktorarbeit in Informatik
- 1997: IT&T Award for Transactional Workflows Systems
- 2000: Distinguished Research Fellow, DCTC Pty Ltd
- 1997 und 2001: T&T Award for Transactional Workflows Systems
- 2003: Mitglied der Australian Academy of Science
- 2003: Preis für herausragende Leistungen in der Lehre, verliehen von der Universität von Queensland
- 2015: Ehrendoktorwürde der University of Queensland

## Veröffentlichungen (Auswahl)
- mit Oliveria Marjanovic: On Modeling and Verification of Temporal Constraints in Production Workflows. Knowledge and Information Systems, 1999.
- mit Bo Yuan, S. Sadiq: On the Optimal Robot Routing Problem in Wireless Sensor Networks. IEEE Transactions on Knowledge and Data Engineering, 2007.